# Павуз

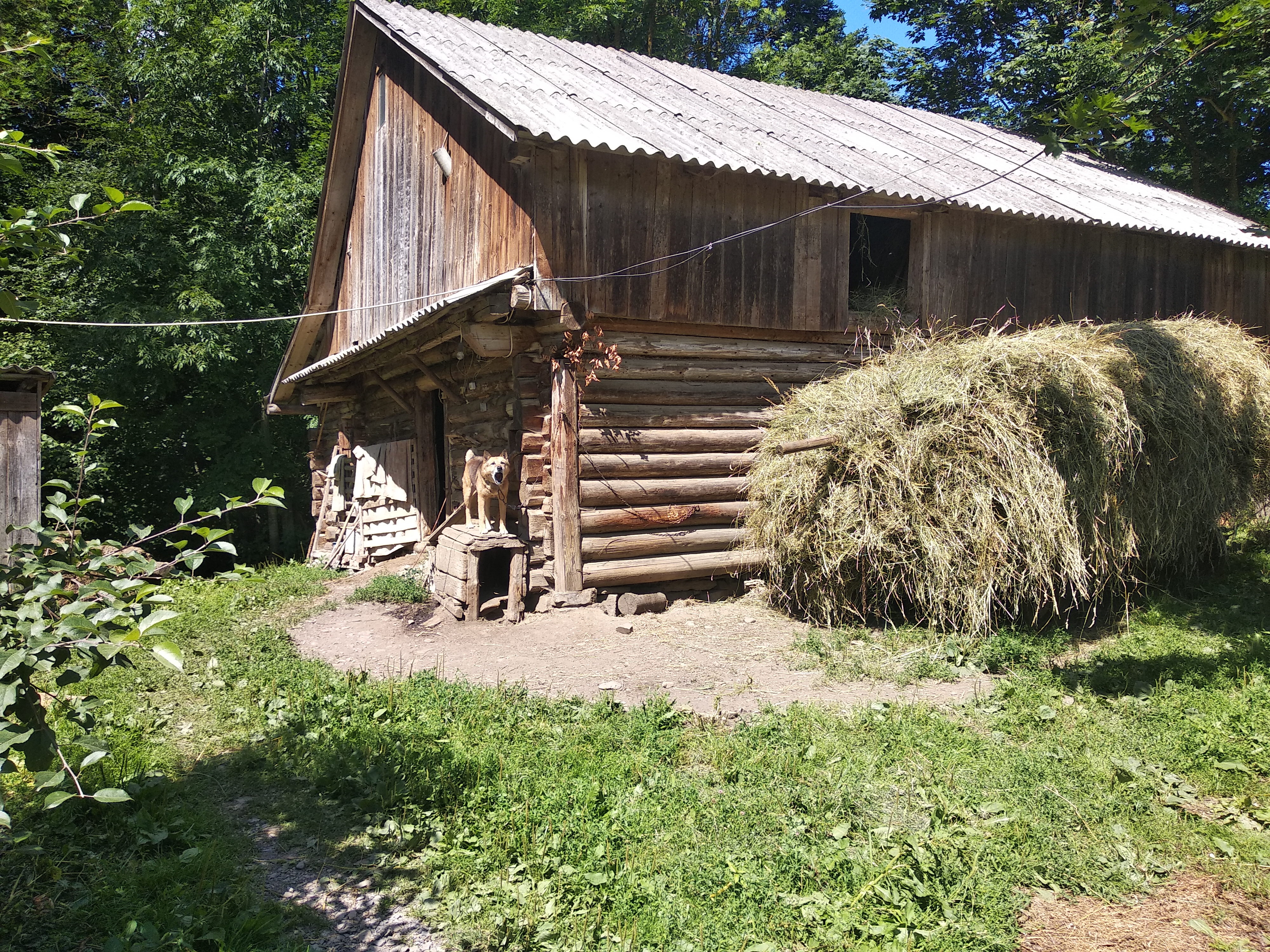
Сіно, закріплене павузом, привезене возом до стодоли. Село Верхній Студений. Бойківщина.

Па́ву́з, також павз, пауз (словац. pavuz, pavuza від прасл. *pa-ǫzъ, спор. з укр. півзина), рубе́ль — довга жердина товщиною зазвичай 12-15 см та довжиною близько 5 м для закріплення сіна чи снопів під час транспортування возом.
Павуз накладається наверх воза з сіном чи снопами і притягується за кінці мотузкою, щоб утримувати сіно чи снопи, які лежать на возі.
Па́узник — мотузка для прив'язування павуза.
Паужіня — те, що висипається з-під павуза.
Паузити — притискати павузом.
У деяких селах на Прикарпатті, наприклад у Самбірському районі на Львівщині, словом "павузка" називають тканину, через яку проціджують молоко.